# Ford Maverick
Ford Maverick je vůz třídy střední SUV vyráběný Fordem v Evropě, jihovýchodní Asii (Filipíny) a Vietnamu dále Japonsku, Rusku a Tchaj-wanu a i v Severní Americe pod názvem Ford Escape.